# Armel Le Cléac'h
Pour les articles homonymes, voir Le Cléac'h.
Pour l’article ayant un titre homophone, voir Cléach.
Armel Le Cléac’h ([aʁmɛl lə 'kleax]), surnommé « le chacal », né le 11 mai 1977 à Landivisiau (Finistère), est un navigateur et skipper professionnel français.
Champion du monde IMOCA en 2008 et champion de France de course au large en solitaire en 2003 et 2020, il a notamment remporté la Solitaire du Figaro à trois reprises (2003, 2010 et 2020), ainsi que la Transat AG2R en 2004 et 2010, et la Transat anglaise 2016. Il est le premier marin à terminer trois fois le Vendée Globe sur le podium : deux fois deuxième lors des éditions 2008-2009 et 2012-2013, il remporte la huitième édition en 2016-2017 en 74 jours, 3 heures, 35 minutes et 46 secondes, ce qui fait de lui le recordman du temps de circumnavigation en solitaire dans cette épreuve jusqu'en 2025.

## Biographie

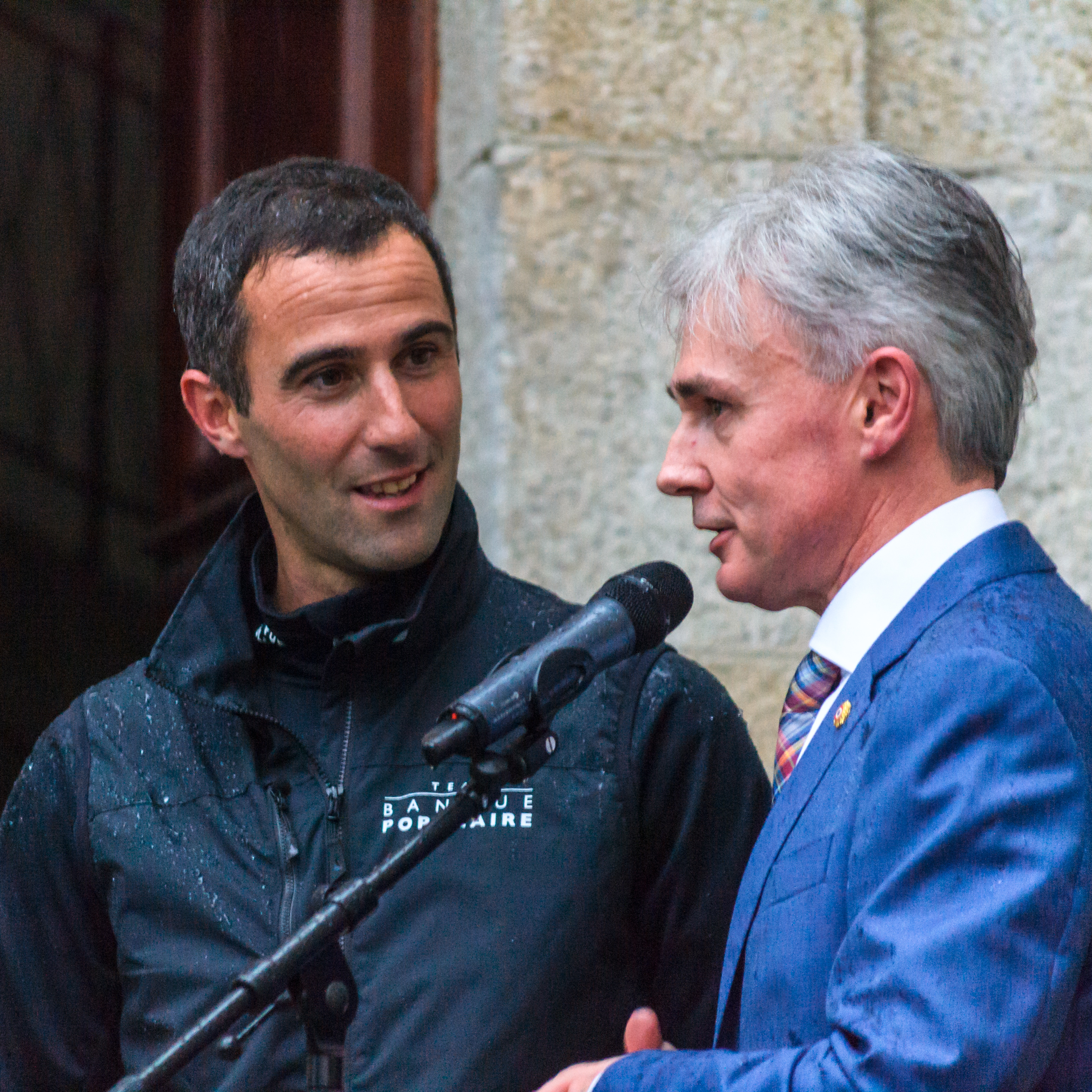
Armel Le Cléac'h accueilli dans la ville de son enfance, Saint-Pol-de-Léon, en mars 2017.

Armel Le Cléac’h [prononciation correcte : le-klerh, comme dans : Leclerc] est le troisième d'une fratrie de quatre enfants, de Jean-Gabriel et Annie Le Cléac’h.
Baigné dès son enfance dans les courants de la Baie de Morlaix, Armel Le Cléac’h s’est très rapidement passionné pour cette discipline, au point de se lancer dans la compétition, en Optimist, dès l’âge de neuf ans. Et là, tout s’enchaîne : intégrant rapidement l’équipe du Finistère, il se fait un nom et passe au 420 puis au Figaro. En 1997, il dispute sa première course en solitaire, la Solo Le Télégramme où il termine troisième.
À Saint-Pol-de-Léon, Armel Le Cléac'h est élève au collège Sainte Ursule puis obtient un Bac S au lycée Notre-Dame du Kreisker. Il intègre ensuite une classe préparatoire de Maths Sup à Lorient avant de poursuivre ses études en IUT Mesures physiques à Lannion puis à l'INSA de Rennes en section Excellence sportive, ce qui lui permet de mener de front études et pratique sportive. Au début de l'année 2000, il met en pause ses études afin de rejoindre le circuit professionnel. Il souhaite toutefois finaliser ses études d'ingénieur via une VAE en mars 2024; il annonce présenter son mémoire de fin d'études après l'Arkéa Ultim Challenge.
Il a deux enfants de sa femme Aurélie, Louise (née en 2007) et Edgar (né en 2010), et réside à Fouesnant.
Il est le petit-neveu d'Hervé-Marie Le Cléac'h, ancien évêque de Taiohae, dans les îles Marquises.
En 2024, il participe au relais de la flamme olympique en traversant l'Atlantique avec cette dernière à bord du Maxi Banque Populaire".

## Carrière sportive

### Débuts professionnel
Armel Le Cléac'h devient skipper professionnel en 1999, après avoir remporté le Challenge Espoir Crédit Agricole et intègre le Pôle Finistère de Port-la-Forêt. Il réalise ensuite plusieurs saisons sur Figaro Bénéteau. Il remporte notamment la Solitaire du Figaro en 2003, la même année il est champion de France de Course au large en solitaire. En 2004, il remporte avec Nicolas Troussel, la septième édition de la Lorient-St Barth. Il est ensuite contacté par Alain Gautier pour prendre sa place sur le trimaran ORMA Foncia, avec lequel il chavire lors de la Transat Jacques-Vabre 2005, renonçant alors à poursuivre en ORMA.

### Circuit IMOCA
En 2006, Armel Le Cléac’h se lance sur le circuit IMOCA avec un nouveau partenaire : Brit Air. En 2009, il termine son premier Vendée Globe à la deuxième place derrière Michel Desjoyeaux. En 2010, il remporte la Solitaire du Figaro, la Transat AG2R et termine deuxième de la Route du Rhum. Cette année de succès lui vaut son surnom dans le monde de la voile de « Chacal » en raison de sa pugnacité.
Début 2011, son partenaire Brit Air arrête le sponsoring voile. Il est choisi en avril par le Team voile Banque Populaire pour naviguer sur un 60 pieds IMOCA racheté en 2011 au Team Foncia. Ce voilier avait été mis à l'eau en 2010 pour Michel Desjoyeaux et avait participé à la route du Rhum 2010,. En duo avec Christopher Pratt, Armel le Cléac'h termine troisième de la Transat Jacques-Vabre 2011 sur Monocoque 60' Banque Populaire. Le 10 novembre 2012, le skipper est au départ du Vendée Globe 2012-2013 aux Sables-d'Olonne, qu'il retrouve au bout de 78 jours de navigation, après une vingtaine de jours en tête et longtemps à égalité avec François Gabart avant que celui-ci se détache et maintienne l'écart jusqu'à l'arrivée.

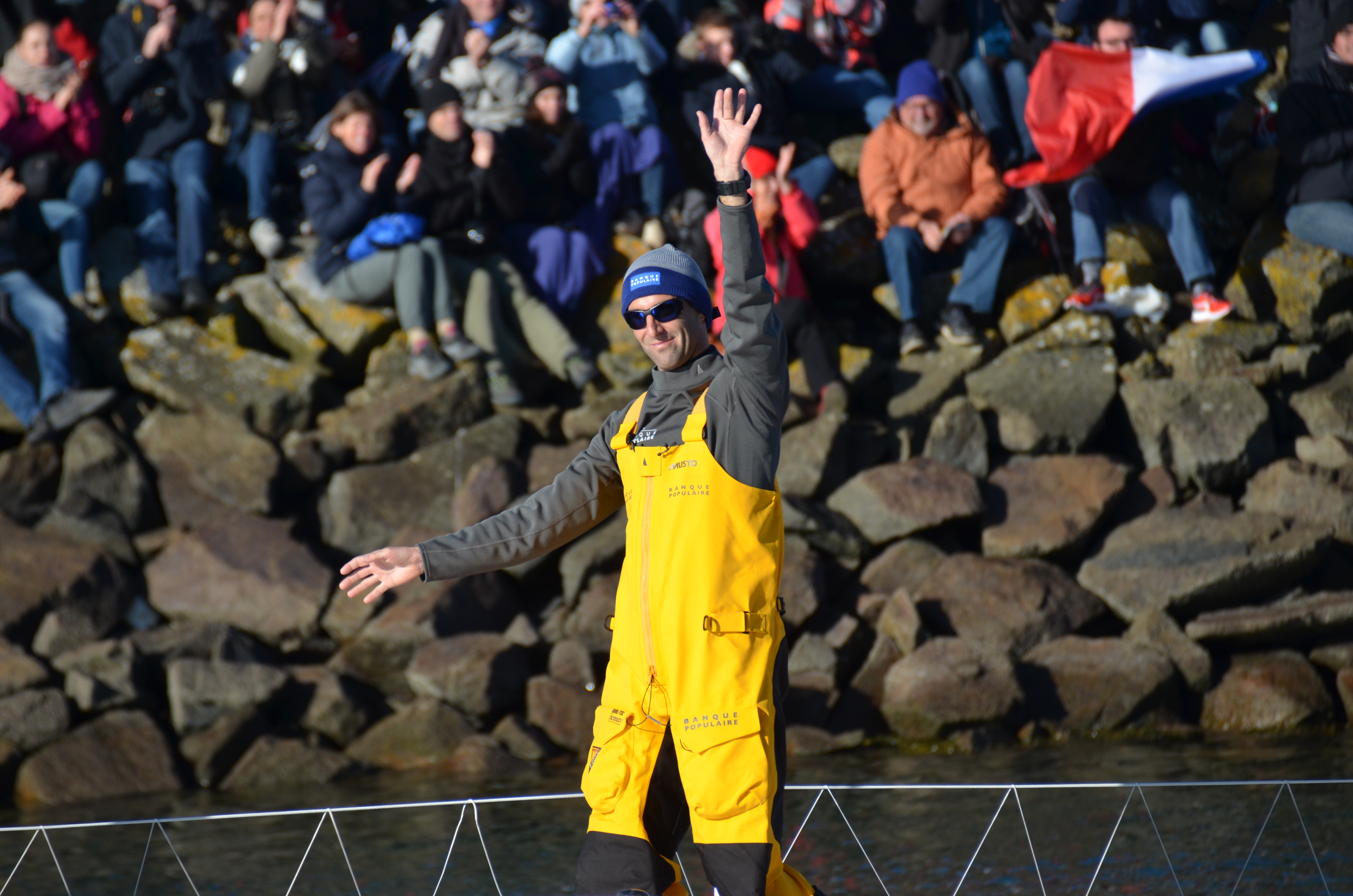
Armel Le Cléac'h au départ du Vendée Globe 2016-2017.

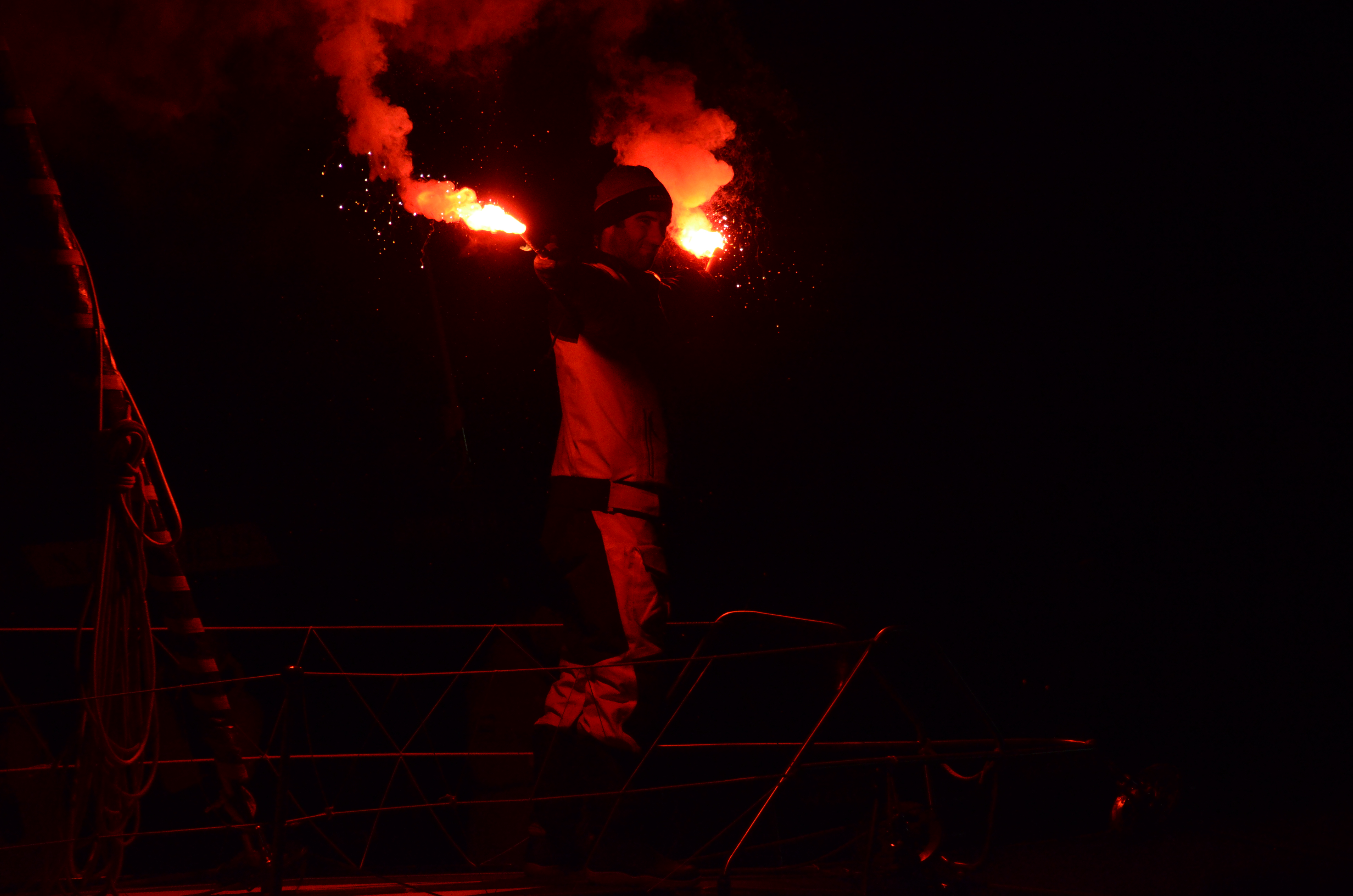
Armel Le Cléac'h à l'arrivée du Vendée Globe 2016-2017.

En 2013, Armel Le Cléac'h prend à Thomas Coville le record de la traversée de la mer Méditerranée en solitaire en la réalisant en 18 heures 58 minutes et 13 secondes. Le 20 décembre 2013, il reçoit les insignes de Chevalier de l’ordre national du Mérite.
En août 2014, victime d'une blessure à la main, le navigateur doit renoncer à participer à la Route du Rhum, remportée par son remplaçant Loïck Peyron. En février 2015, le marin lance la construction d'un nouveau maxi trimaran, Banque populaire IX. Le 6 novembre 2016, il s'élance pour son troisième Vendée Globe 2016-2017 qu'il remporte le 19 janvier 2017, soit 74 jours, 3 heures, 35 minutes et 46 secondes après son départ, battant ainsi de près de 4 jours le record de François Gabart lors de la précédente édition. Il garde ce record pendant huit ans, battu de plus de neuf jours par Charlie Dalin à l'occasion du Vendée Globe 2024-2025.
Le 27 février 2018, il remporte le Laureus World Sports Awards Action Sportsperson of the Year.

### Circuit Ultim
Le 6 novembre 2018, à la suite de la collision avec un objet non identifié, son nouveau maxi trimaran Banque Populaire IX chavire. Il est contraint à l’abandon de l'édition en cours de la Route du Rhum 2018, à 350 milles nautiques au NE des Açores. Il a pu déclencher sa balise de détresse, communiquer avec son team technique et se réfugier à l’intérieur de la coque en attendant les secours.
Après l'étude de l'incident, son sponsor Banque Populaire conserve sa confiance et lance quelques semaines après un projet de nouveau maxi trimaran, le Banque Populaire XI. Sa mise à l'eau est prévue pour 2021. En parallèle, Le Cleac'h est chargé de former Clarisse Crémer, la nouvelle skippeuse qui lui succède dans la catégorie IMOCA, notamment via la Transat Jacques-Vabre 2019, dont ils prennent la 6e place.
Le 7 janvier 2024, il prend le départ de l'Arkéa Ultim Challenge, un tour du monde en solitaire à la barre du maxi-trimaran Banque populaire XI. Il franchit la ligne d'arrivée le 3 mars 2024 à la 3e place après deux escales à Recife et Rio ainsi qu'une réparation en mer pour réparer le trimaran.

## Palmarès

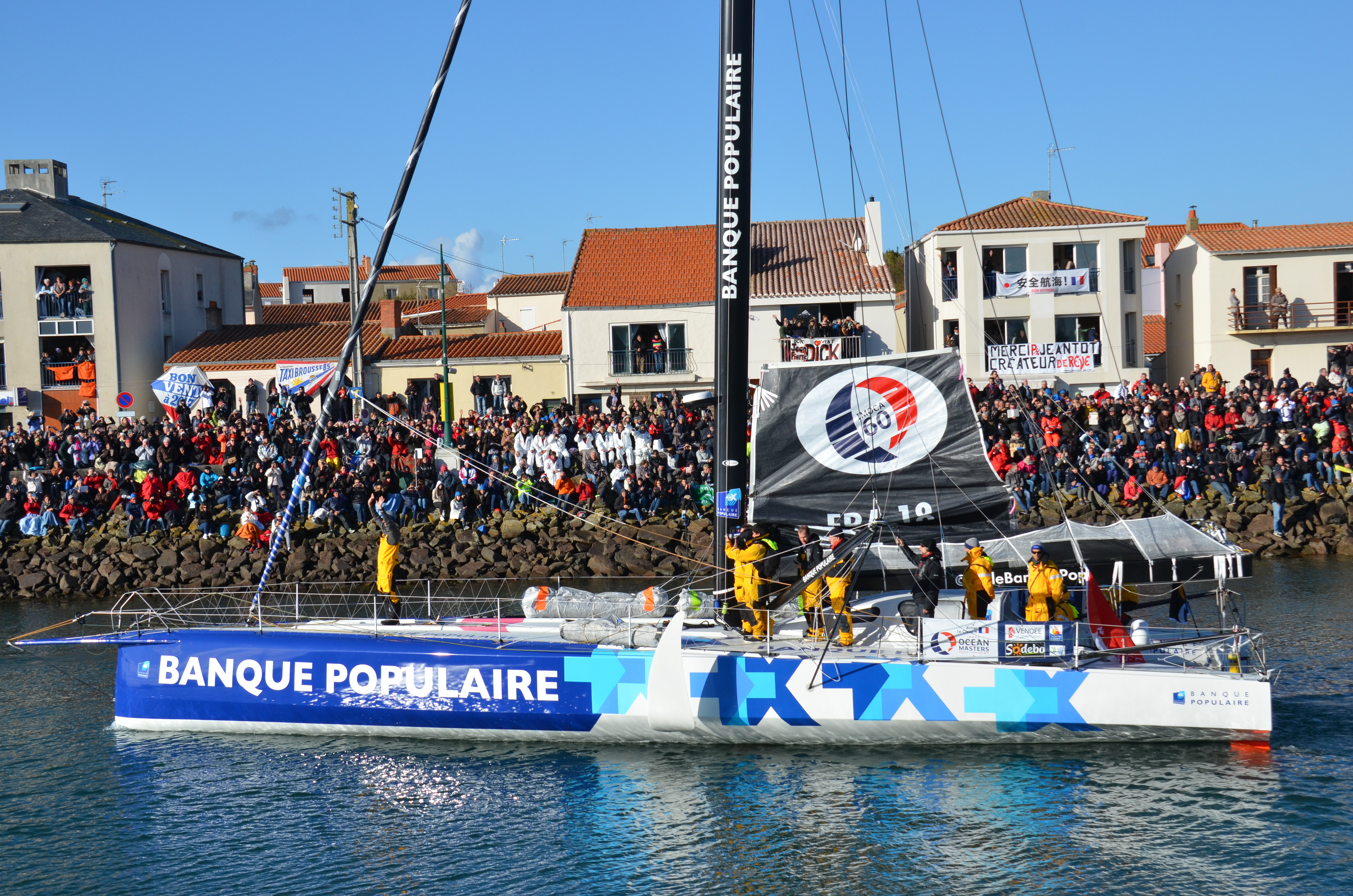
Banque Populaire au départ du Vendée Globe 2016-2017.

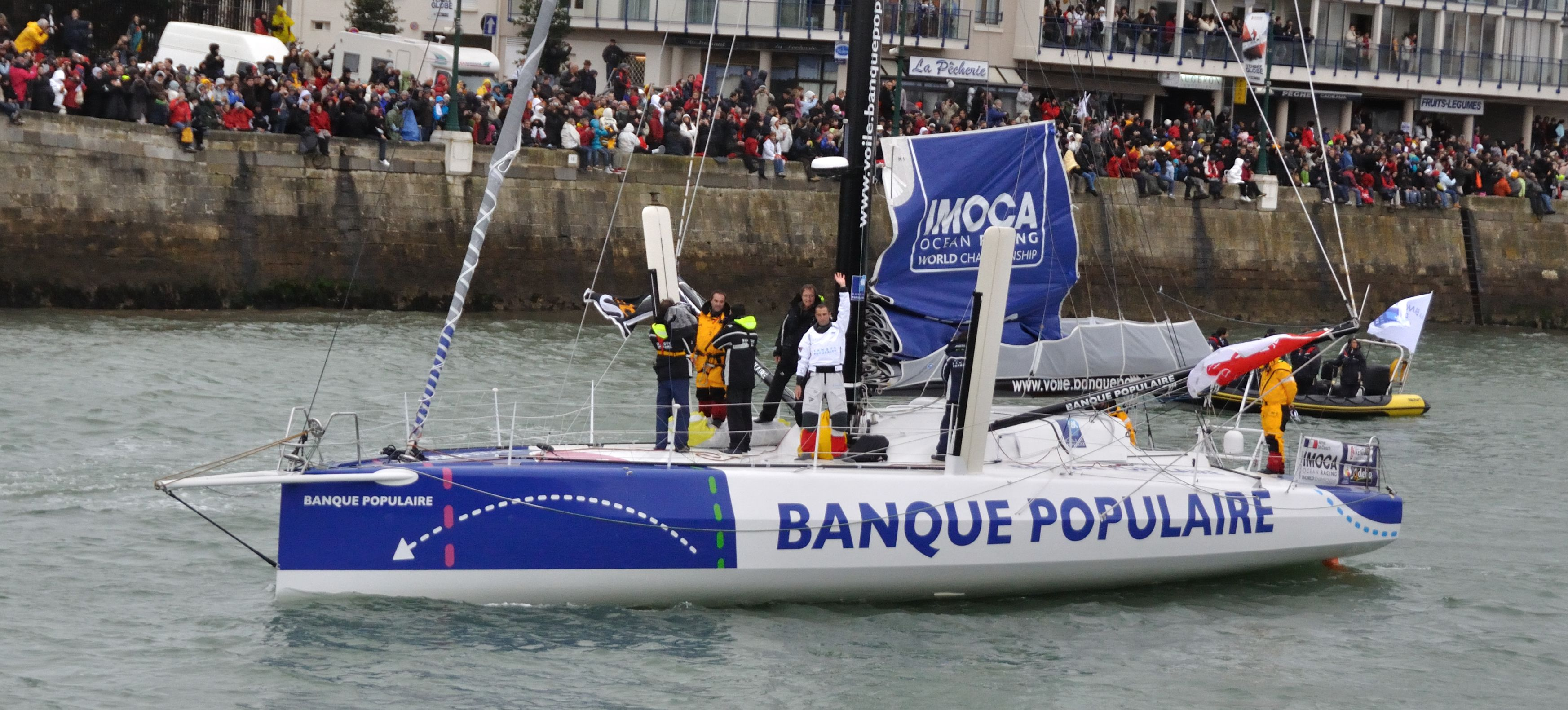
IMOCA Banque Populaire au départ du Vendée Globe le 10 novembre 2012.

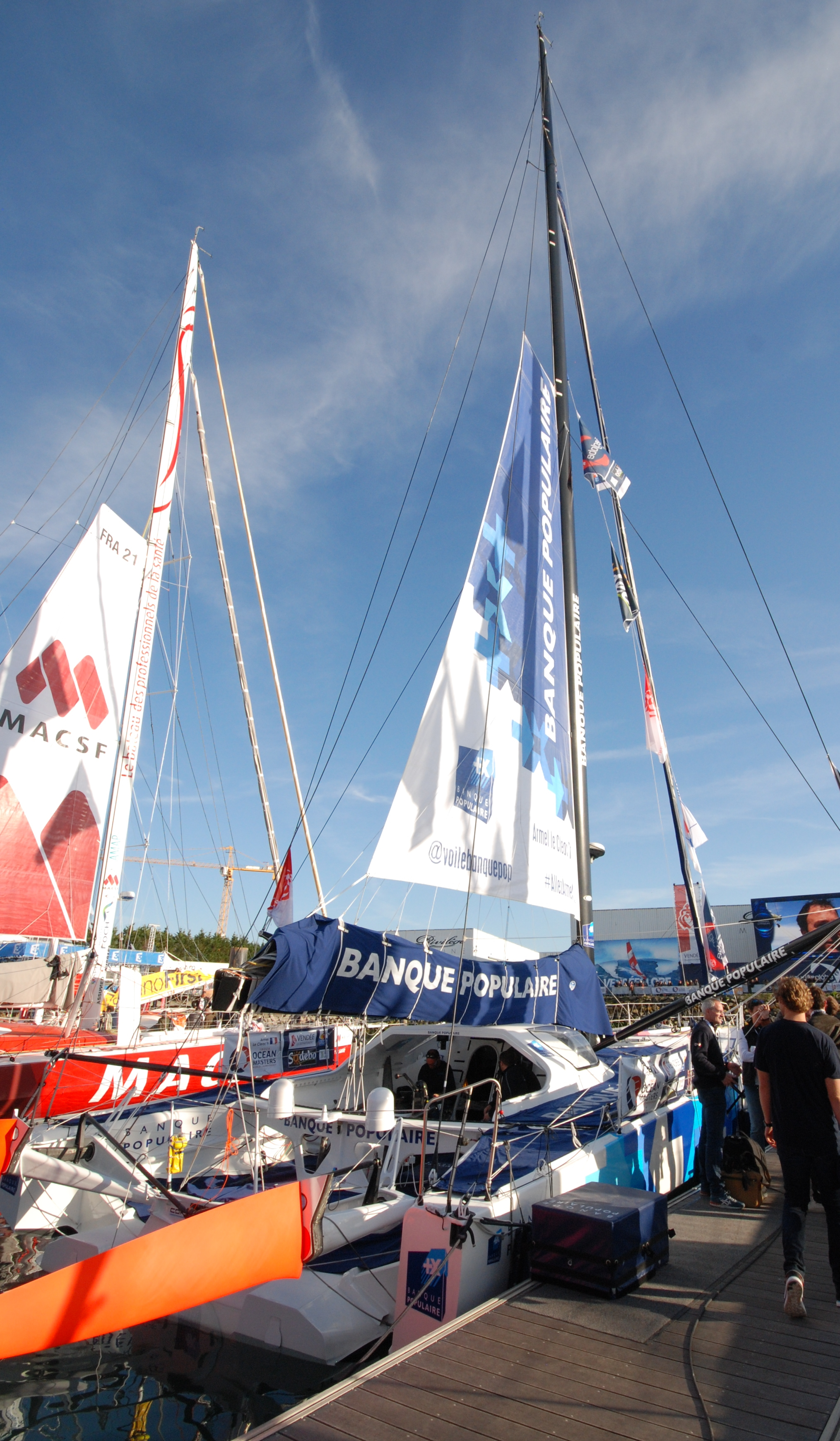
Banque Populaire.

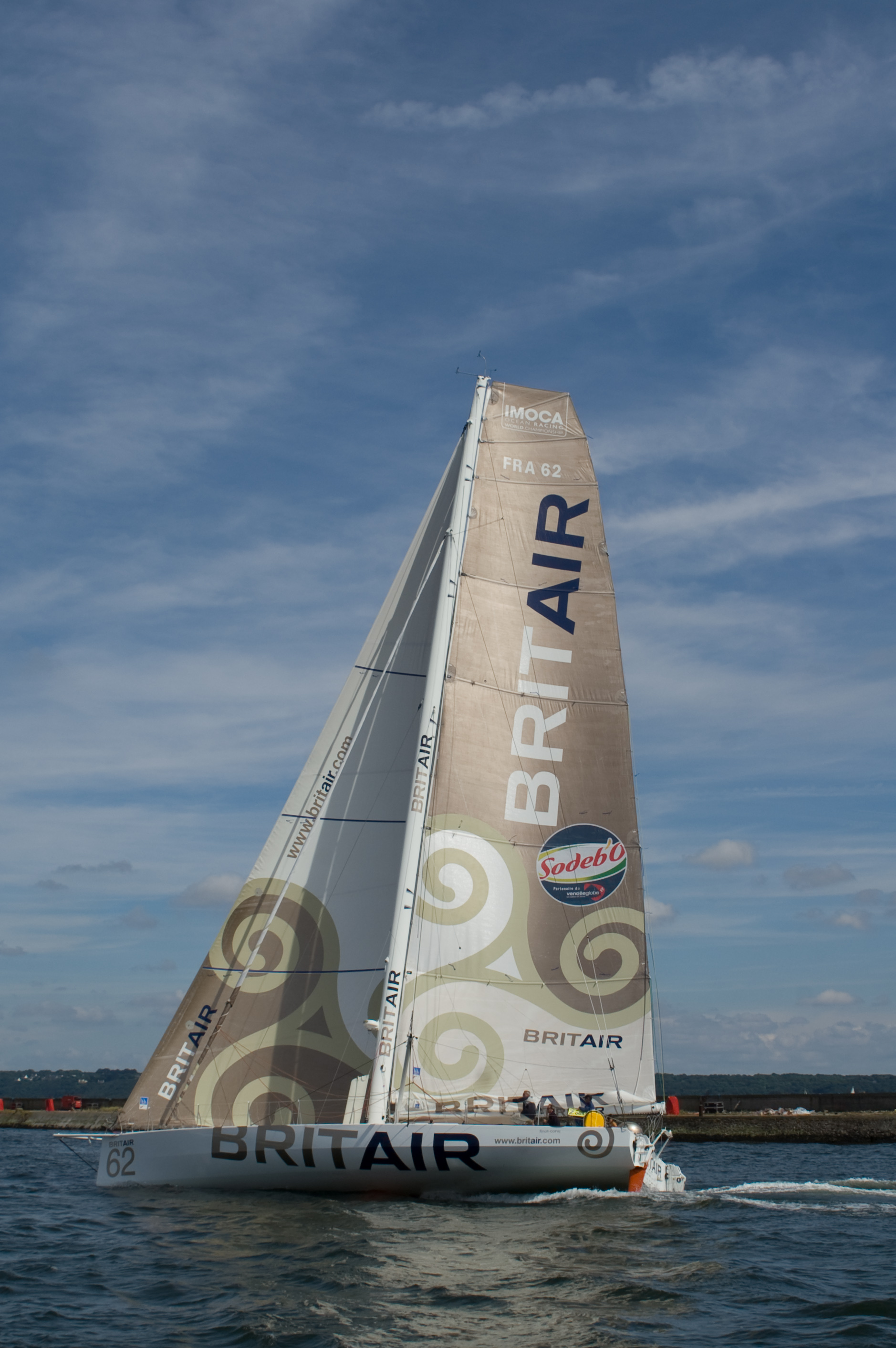
Monocoque 60 pieds Brit Air d'Armel Le Cléac’h (2006-2011).

- 1999 : vainqueur du Challenge Espoir Crédit Agricole

- 2000 : 2e de la Solitaire du Figaro (1er bizuth)

- 2001 :
  - 15e de la Solitaire du Figaro
  - 2e du Trohée BPE avec Nicolas Troussel

- 2002 :
  - 17e de la Solitaire du Figaro
  - 5e de la Solo Generali Méditerranée

- 2003 :
  - 11e du Trohée BPE (Saint-Nazaire - Dakar) avec Nicolas Troussel
  - vainqueur de la Solitaire Afflelou-Le Figaro
  - champion de France de Course au large en solitaire sur Créaline

- 2004 :
  - 4e de la Transat Québec-Saint-Malo en tant que tacticien à bord de l'ORMA Foncia d'Alain Gautier
  - vainqueur de la Transat’ Lorient-St-Barth’ avec Nicolas Troussel sur Groupe SCE - Le Télégramme[29]

- 2005, sur le trimaran ORMA Foncia :
  - 4e du Grand Prix de Lorient (Grand-prix ORMA)
  - 4e du IB Group Challenge (Grand-prix ORMA)
  - 2e de la Giraglia Rolex Cup (Grand-prix ORMA)
  - 2e du Grand Prix de Fécamp (Grand-prix ORMA)

- 2006 :
  - 5e de la Solitaire du Figaro sur le Figaro Brit Air
  - 5e de la Transat AG2R avec Nicolas Troussel sur le Figaro Brit Air
  - 4e de la Route du Rhum sur Brit Air

- 2007 : 7e de la Transat Jacques-Vabre sur Brit Air

- 2008, sur l'IMOCA Brit Air :
  - 2e de la Transat Artemis
  - champion du monde IMOCA

- 2009 : 2e du Vendée Globe sur le 60 pieds IMOCA Brit Air derrière Michel Desjoyeaux

- 2010 :
  - 2e de la Route du Rhum sur le 60 pieds IMOCABrit Air
  - vainqueur du Record SNSM sur le 60 pieds IMOCA Brit Air
  - vainqueur de la Solitaire du Figaro au général, et victoires de 3 étapes[30]
  - vainqueur de la Transat AG2R La Mondiale (Concarneau-St Barth) avec Fabien Delahaye sur Brit Air[31]

- 2011 :
  - 3e de la Transat Jacques-Vabre sur le 60 pieds IMOCA Banque populaire avec Christopher Pratt
  - 2e de la Transat B to B sur le 60 pieds IMOCA Banque populaire
  - vainqueur du Record SNSM sur le Maxi Trimaran Banque Populaire V

- 2012 :
  - 3e de Europa Warm'up sur Banque Populaire (IMOCA)
  - vainqueur du Grand Prix Guyader en équipage

- 2013 :
  - 7e de la Solo Arrimer
  - 3e de la Solo Concarneau sur Banque populaire
  - 8e de la Solitaire du Figaro (vainqueur de la 2e étape)
  - 2e du Vendée Globe sur Banque populaire (IMOCA)
  - record en solitaire sur la Transméditerranéenne entre Marseille et Carthage, en 18 h 58 min 13 s, sur Maxi Solo Banque Populaire VII.

- 2014 :
  - record en solitaire sur la Route de la découverte entre Cadix et San Salvador (Traversée de l'Atlantique dans le sens Est-Ouest), en 6 j 23 h 42 min 18 s, sur Maxi Solo Banque Populaire VII. (record en cours)
  - record de distance à la voile en 24 heures en solitaire : 673 milles ; soit 28,20 nœuds de moyenne, sur Maxi Solo Banque Populaire VII.

- 2015 : 2e de la Transat Jacques Vabre sur Banque Populaire VIII avec Erwan Tabarly

- 2016 :
  - vainqueur des 24 h du Défi Azimut sur Banque populaire VIII
  - vainqueur de la Transat anglaise sur Banque populaire VIII

- 2017 :
  - champion du monde IMOCA pour la période 2015-2016[32]
  - vainqueur du Vendée Globe sur Banque Populaire VIII, en 74 j 3 h 35 min 46 s (nouveau record) (précédemment établi par François Gabart en 2013)

- 2019 :
  - 5e de la Solo Maître CoQ sur Banque populaire
  - vainqueur de la Solo Concarneau sur Banque populaire[33]
  - 10e de la solitaire du Figaro sur Banque populaire
  - 3e du Fastnet Race en classe IMOCA sur Banque populaire X en duo avec Clarisse Crémer[34].
  - 6e de la Transat Jacques-Vabre en duo avec Clarisse Crémer

- 2020 :
  - vainqueur de la solitaire du Figaro sur Banque populaire[2]
  - champion de France Elite de Course au Large[35].

- 2021 : 3e de la Transat Jacques-Vabre en double avec Kevin Escoffier dans la Classe Ultime sur Banque populaire XI[36]

- 2022 :
  - 2e de la Finistère Atlantique - Action Enfance sur Banque populaire XI[37]
  - 2e des 24h Ultim sur Banque populaire XI[38]
  - 7e de la Route du Rhum dans la Classe Ultime sur Banque populaire XI[39]

- 2023 :
  - vainqueur des 24h Ultim sur Banque populaire XI avec Sébastien Josse[40]
  - vainqueur de la Transat Jacques-Vabre en double avec Sébastien Josse dans la Classe Ultime sur Banque populaire XI[41]

- 2024 : 3e de l'Arkéa Ultim Challenge sur Banque populaire XI[28]

- 2025 : 
  - vainqueur du Grand Tour en Classe libre du Tour de Belle-Île sur Banque populaire XI en 3 h 13 min 40 s[42]
  - 2e de la Rolex Fastnet Race sur Banque populaire XI avec Sam Goodchild, Nicolas Lunven et Thierry Chabagny, en 1 j 18 h 3 min 52 s[43]

### Résultats au Vendée Globe
| Édition                | Classement | Temps réalisé        | Retard sur le 1er |
| Vendée Globe 2008-2009 | 2e         | 89 j 9 h 39 min 35 s | 3 j 6 h 30 min    |
| Vendée Globe 2012-2013 | 2e         | 78 j 5 h 33 min 52 s | 3 h 17 min        |
| Vendée Globe 2016-2017 | Vainqueur  | 74 j 3 h 35 min 46 s | -                 |

## Distinctions et hommages
- Chevalier de la Légion d'honneur le 14 avril 2017[44].

- Chevalier de l'ordre national du Mérite le 15 mai 2013[45].
- Chevalier de l'ordre du Mérite maritime le 13 février 2025[46].

Le guitariste Dan Ar Braz et la chanteuse Clarisse Lavanant lui rendent hommage dans la chanson Chacal des mers sur l'album Harmonie (2017).
Il est nommé « Breton de l'année » 2017 par le quotidien Le Télégramme lors de la quatrième cérémonie des Victoires de la Bretagne.